# Lac-Casault
Pour les articles homonymes, voir Casault.
Lac-Casault est un territoire non organisé situé dans la municipalité régionale de comté de La Matapédia, dans la région administrative du Bas-Saint-Laurent, au Québec.

## Toponymie
Il est nommé en l'honneur du député Louis-Napoléon Casault.

## Géographie
La rivière Causapscal traverse le nord-ouest de la municipalité puis la retraverse jusqu'à son crénon dans le centre-nord vers le sud-est.
À partir de son crénon, dans le centre-nord, la rivière Causapscal Sud y coule vers le nord-ouest.
À partir de leur crénon, dans le centre-sud, les rivières Assemetquagan Est et Assemetquagan Ouest coulent vers le sud-est.
La Petite rivière Nouvelle traverse le nord-est vers le sud-est.
À partir de son crénon, dans le nord-est, la rivière Square Forks coule vers l'est jusqu'à sa confluence avec la rivière Cascapédia que traverse l'est de la municipalité vers le sud. 

## Démographie
| 2001 | 2006 | 2011 | 2016 | 2021 |
| ---- | ---- | ---- | ---- | ---- |
| 0    | 20   | 5    | 0    | 10   |